# Filips II van Hessen-Rheinfels
Filips II van Hessen-Rheinfels bijgenaamd de Jongere (Marburg, 22 april 1541 - Burcht Rheinfels, 20 november 1583) was van 1567 tot aan zijn dood landgraaf van Hessen-Rheinfels. Hij behoorde tot het huis Hessen.

## Levensloop
Filips II was de vierde zoon van landgraaf Filips I van Hessen en Christina van Saksen, dochter van hertog George van Saksen. Tijdens zijn jeugd bracht hij geruime tijd door aan het hof van koning Hendrik II van Frankrijk.
Na de dood van zijn vader in 1567 werd het landgraafschap Hessen verdeeld tussen Filips II en zijn broers George I van Hessen-Darmstadt, Willem IV van Hessen-Kassel en Lodewijk IV van Hessen-Marburg. Filips kreeg het landgraafschap Hessen-Rheinfels, dat ongeveer één achtste van het Hessische gebied omvatte. 
Op 18 januari 1569 huwde hij met Anna Elisabeth (1549-1609), dochter van keurvorst Frederik III van de Palts. Het huwelijk bleef kinderloos. Voor zijn vrouw liet hij in Braubach de Philippsburg bouwen in 1568.
In november 1583 stierf hij op 42-jarige leeftijd in de Burcht Rheinfels. Omdat hij geen nakomelingen had, werden zijn domeinen tussen zijn drie broers verdeeld.